# Combat de dieux marins
Le Combat de dieux marins est une gravure exécutée par Andrea Mantegna avant 1481, constituée de deux parties formant frise. Les plaques sont conservées dans la Devonshire Collection à Chatsworth House.

## Histoire
L'œuvre est considérée comme l'une des meilleures parmi la dizaine de gravures attribuées à Andrea Mantegna. La datation pose un problème dans la mesure où l'artiste ne l'indique pas sur ses plaques. Par ailleurs, le motif original n'a pas été retrouvé. Il peut s'agir d'un dessin, d'une fresque ou d'un tableau. Pour le Combat, il semblerait qu'il s'agisse originellement d'une fresque qui aurait fait partie de la décoration intérieure des murs de l'une des résidences du marquis Louis III de Mantoue, telles que Cavriana, Goito ou Revere (1458-1460), voire Bondonello (1478), aujourd'hui disparues. Mantegna est en contact avec le marquis dès 1458, que déjà il lui demande de réfléchir à ce type de décoration. Un fait paraît certain : la gravure n'a pas été exécutée après 1480.
La gravure est exécutée à partir de deux plaques de cuivre pouvant être encrées simultanément et ensuite réunies au moment du tirage : on distingue nettement la césure et les points de raccord dans le dessin et une bande de papier vierge sur la partie gauche est destinée à recevoir par collage la partie droite. 
Le même dispositif, mais de façon moins affirmée, se retrouve dans les Bacchanales dites « à la cuve » et « au Silène ».

## Description et analyse

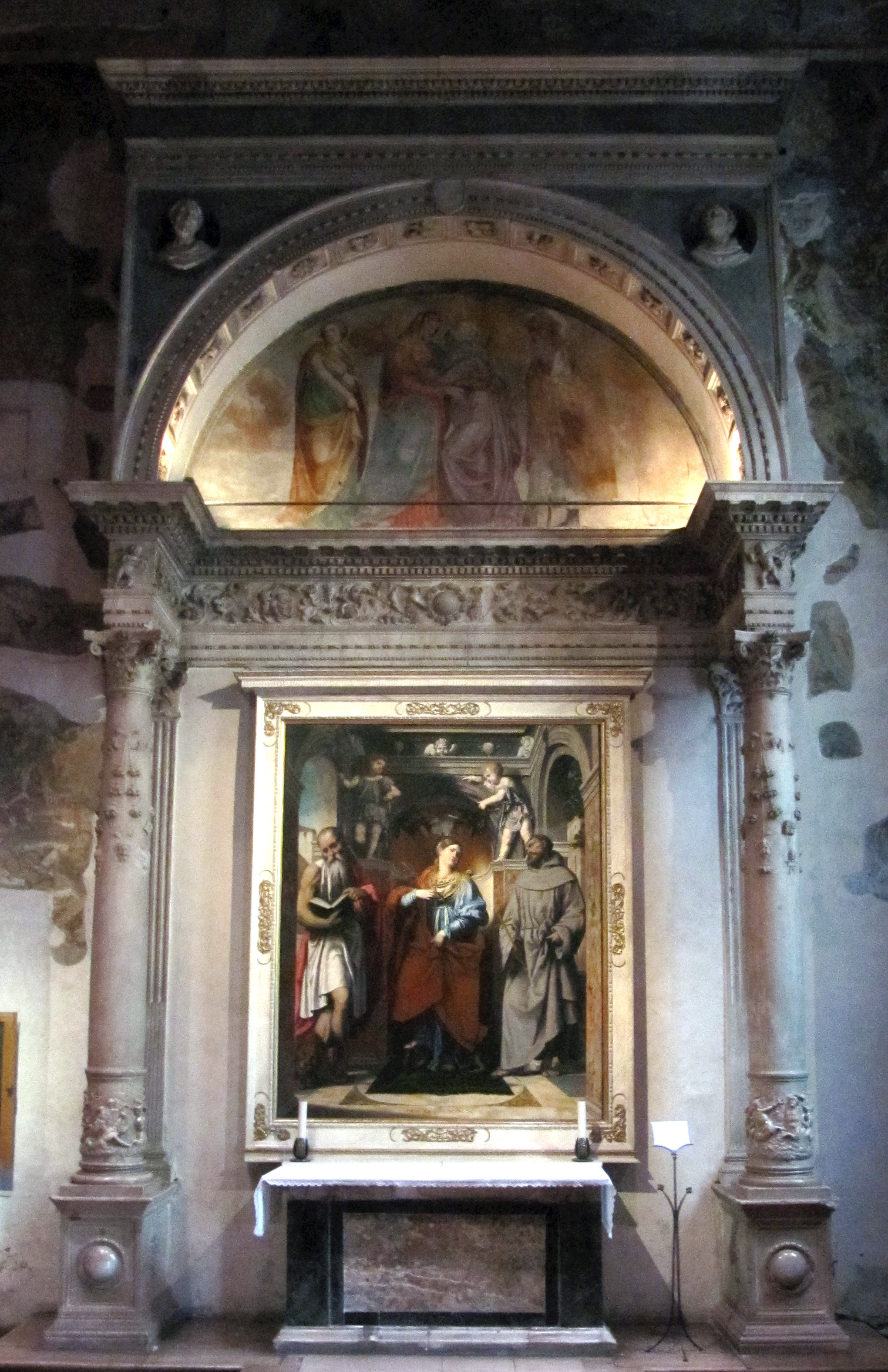
L‘autel de Saint Jérôme entouré de deux colonnes : on distingue à leurs bases les motifs repris des Combats (Brescia, église Saint-François d'Assise).

Scène d'interprétation mythologique, le Combat montre un groupe de dieux titanesques qui, dans une sorte de marais et chevauchant des créatures hybrides, entre cheval et serpent monstrueux, se livrent à une lutte intense, frappant avec diverses armes (lances, flèches, os, crâne d'animaux ou poissons). Parmi eux, apparaissent d'autres personnages, comme un joueur de cor, et des figures allégoriques, comme l'Invidia (l'Envie, en haut à gauche), tenant un cartouche avec son nom. Plus complexe est l'interprétation de la statue de Neptune qui tourne le dos à la scène et est placée sur un piédestal devant un miroir symbolisant peut-être l'indifférence de la divinité à cette bataille, voire son mépris.
Les personnages, comme sculptés dans la représentation, en un jeu de lumières et d'ombres, sont un hommage direct de Mantegna à l'art gréco-romain. Ce genre de frise n'est pas rare sur les sarcophages romains, un exemple de ce type de composition se trouve sous la forme de fragment de relief sur un sarcophage actuellement à la villa Médicis ; une intaille en sardoine du Ier siècle av. J.-C. conservée à Oxford présente également certains détails similaires. Mais on pense également que l'artiste s'est inspiré, enre autres, de la Théogonie d'Hésiode.
Albrecht Dürer en fit un dessin d'interprétation à la plume vers 1494. La vieille femme nue derrière Hercule dans Hercule vainqueur de Cacus ou Hercule tuant les Molionides, tout comme sa Sorcière, est une réminiscence de la figure située à l'extrémité gauche du Combat des dieux marins. Dans Les Vies (1550-1568), Giorgio Vasari place cette gravure parmi les sept pièces qu'il attribue directement à Mantegna. 
Le savant allemand Alfred Gotthold Meyer, en 1900, est le premier à détecter dans les deux cylindres inférieurs des colonnes qui encadrent l‘autel de Saint Jérôme à l'intérieur de l'église Saint-François d'Assise à Brescia une adaptation sculpturale originale de cette gravure dans les motifs circulaires, sans soudure de continuité, ce qui est un cas pratiquement unique dans l'histoire de l'art. Ce travail, étudié au début du XXIe siècle, a été attribué à Gasparo Cairano, le principal représentant de la sculpture renaissante à Brescia.